# いこもち

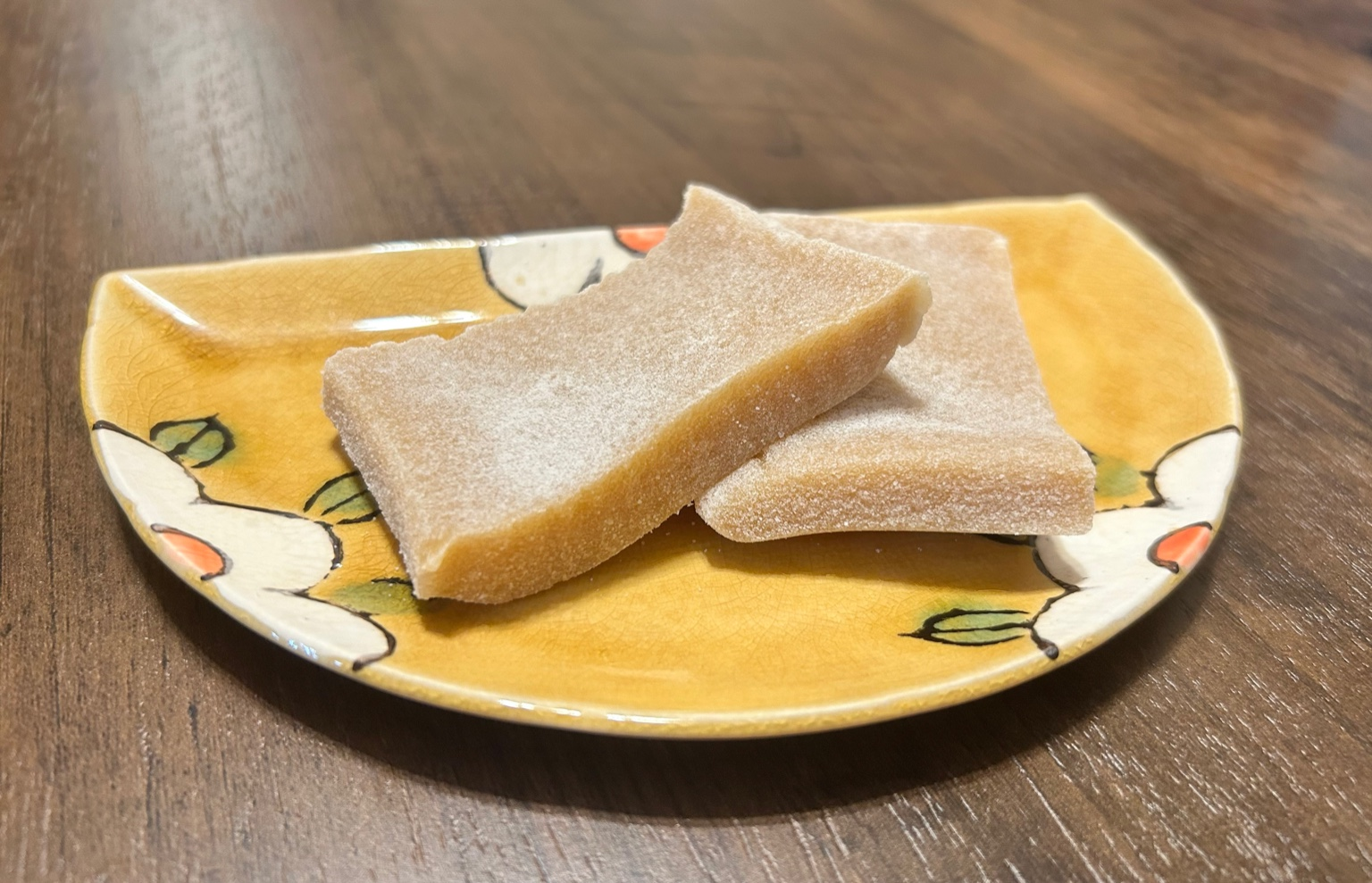
いこもち

いこもち（煎粉餅）は、鹿児島県や宮崎県を主とする九州で食べられている、もち米の煎り粉を砂糖湯でこねて作る餅菓子である。いりこもちとも呼ばれる。

## 概要
いこもちは、炒ったもち米またはうるち米を粉にした「煎り粉」に、砂糖や水飴を加えて熱湯で練り、成形して作る九州の郷土菓子である。
見た目は淡い黄土色で、もっちりとした食感と、炒った米の香ばしさ、甘味が特徴である。表面には打ち粉として片栗粉などをまぶす場合がある。
値段の高いものなどは比較的白に近い色のいこもちも存在する。

## 歴史
いこもちは江戸時代に薩摩藩（現在の宮崎県南部および鹿児島県）で作られ始めたのが始まりとされる。特に宮崎県都城市や三股町、鹿児島県曽於市などで盛んに作られていた。かつては節句やお盆の供え物、または祝いの際に家庭で作られ、近隣に配る風習も見られた。
2025年現在でも九州の家庭では日常的に食べられており、南九州の土産菓子として定番の菓子である。

## 作り方
使用する糖分の種類や配合、水分量、追加する材料（黒砂糖、抹茶、あんこなど）は地域や家庭によって異なる。日持ちは短く、できたてを食べるのが一般的である。
1. もち米またはうるち米を炒って「いり粉」を作る。配合はもち米8割、うるち米2割が一般的である。
2. いり粉に、砂糖・水飴・熱湯を加えてよく練る。
3. 流し箱などに片栗粉を敷き、練った生地を流し込む。
4. 粗熱が取れた後、適当な大きさに切り分ける[1]。